# Kakoumana
Kakoumana är en ort i Burkina Faso.   Den ligger i regionen Cascades, i den sydvästra delen av landet, 400 km sydväst om huvudstaden Ouagadougou. Kakoumana ligger 336 meter över havet och antalet invånare är 1 310.
Terrängen runt Kakoumana är platt. Närmaste större samhälle är Niangoloko, 5,8 km norr om Kakoumana.
Omgivningarna runt Kakoumana är huvudsakligen savann. Runt Kakoumana är det glesbefolkat, med 13 invånare per kvadratkilometer.